# Krzywice-Kolonia
Krzywice-Kolonia – kolonia w Polsce położona w województwie lubelskim, w powiecie chełmskim, w gminie Chełm.
W latach 1975–1998 miejscowość administracyjnie należała do województwa chełmskiego. Wieś funkcjonuje samodzielnie od roku 1970 jako Krzywice-Kolonia. 
Kolonia wchodzi w skład sołectwa Krzywice w gminie Chełm. Według Narodowego Spisu Powszechnego (III 2011 r.) liczyła 46 mieszkańców i była 39. co do wielkości miejscowością gminy.
Wierni Kościoła rzymskokatolickiego należą do parafii Chrystusa Odkupiciela w Chełmie.